# Deutsche Einband-Meisterschaft 1981/82

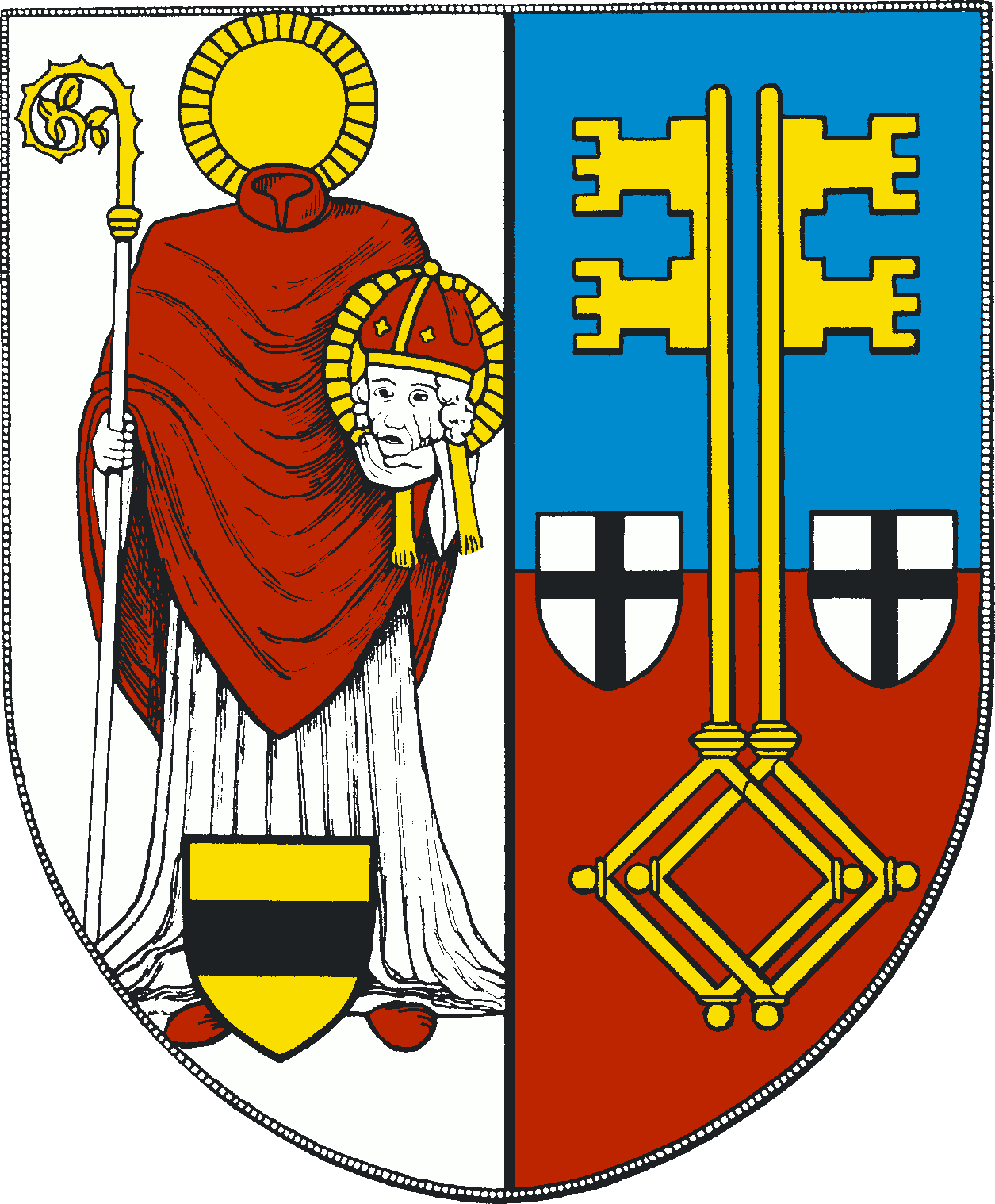
Veranstaltungsort: Krefeld

Die Deutsche Einband-Meisterschaft 1981/82 ist eine Billard-Turnierserie und fand am 22. Mai 1982 in Krefeld zum 28. Mal statt.

## Geschichte
Die erste Spielrunde im Finalturnier wurde ausgelost. In der K.o.-Runde gewann Thomas Wildförster gegen Klaus Hose und Wolfgang Zenkner gegen Dieter Wirtz. Im Finale setzte sich dann Zenkner durch und gewann seinen ersten deutschen Titel im Einband.

## Modus
Gespielt wurde in den Qualifikationsgruppen bis 150 Punkte oder 40 Aufnahmen. In der Endrunde wurden zwei Gewinnsätze bis 75 Punkte gespielt. Das gesamte Turnier wurde mit Nachstoß gespielt. Die Endplatzierung ergab sich aus folgenden Kriterien:
1. Matchpunkte
2. Satzverhältnis (SV)
3. Generaldurchschnitt (GD)
4. Bester Einzeldurchschnitt (BED)
5. Höchstserie (HS)

## Teilnehmer (nach Ausgangsklassement)
1. Wolfgang Zenkner (BSV München)
2. Thomas Wildförster (BSV Velbert)
3. Klaus Hose (DBC Bochum 1926)
4. Dieter Wirtz (BSV Duisburg-Hochfeld 74)

### Turnierverlauf
| #                         | Name                                    | MP  | GD   | BED   | HS |
| ------------------------- | --------------------------------------- | --- | ---- | ----- | -- |
| 1                         | Wolfgang Zenkner (BSV München)          | 6:0 | 7,37 | 10,00 | 70 |
| 2                         | Willi Steinberger (BC Kempten)          | 4:2 | 3,76 | 3,40  | 35 |
| 3                         | Reinhold Brückner (Saar 05 Saarbrücken) | 2:4 | 2,72 | 2,27  | 18 |
| 4                         | Guido Schmidt (BC 1921 Elversberg)      | 0:6 | 2,24 | –     | 13 |
| Turnierdurchschnitt: 3,64 |                                         |     |      |       |    |

| MP    | Match Punkte (Sieger = 2; Unentschieden = 1; Verlierer = 0) |
| SV    | Satzverhältnis (nur bei Turnieren im Satzsystem)            |
| Pkte. | Erzielte Karambolagen                                       |
| Aufn. | benötigte Aufnahmen                                         |
| GD    | Generaldurchschnitt                                         |
| MGD   | Mannschafts-Generaldurchschnitt                             |
| BED   | Bester Einzeldurchschnitt eines Spielers                    |
| BEMD  | Bester Einzeldurchschnitt einer Mannschaft                  |
| BSD   | Bester Satzdurchschnitt eines Spielers                      |
| HS    | Höchstserie                                                 |
| WRP   | Weltranglistenpunkte                                        |

| #                         | Name                                      | MP  | GD   | BED  | HS |
| ------------------------- | ----------------------------------------- | --- | ---- | ---- | -- |
| 1                         | Thomas Wildförster (BSV Velbert)          | 4:2 | 6,38 | 7,00 | 40 |
| 2                         | Dieter Wirtz (BSV Duisburg-Hochfeld 74)   | 4:2 | 5,01 | 7,50 | 29 |
| 3                         | Günter Siebert (BSV Duisburg-Hochfeld 74) | 4:2 | 4,51 | 4,68 | 27 |
| 4                         | Arno Figge (BSV Velbert)                  | 0:6 | 3,17 | –    | 16 |
| Turnierdurchschnitt: 4,66 |                                           |     |      |      |    |

| MP    | Match Punkte (Sieger = 2; Unentschieden = 1; Verlierer = 0) |
| SV    | Satzverhältnis (nur bei Turnieren im Satzsystem)            |
| Pkte. | Erzielte Karambolagen                                       |
| Aufn. | benötigte Aufnahmen                                         |
| GD    | Generaldurchschnitt                                         |
| MGD   | Mannschafts-Generaldurchschnitt                             |
| BED   | Bester Einzeldurchschnitt eines Spielers                    |
| BEMD  | Bester Einzeldurchschnitt einer Mannschaft                  |
| BSD   | Bester Satzdurchschnitt eines Spielers                      |
| HS    | Höchstserie                                                 |
| WRP   | Weltranglistenpunkte                                        |

| #                         | Name                                         | MP  | GD   | BED  | HS |
| ------------------------- | -------------------------------------------- | --- | ---- | ---- | -- |
| 1                         | Klaus Hose (DBC Bochum 1926)                 | 6:0 | 6,33 | 7,14 | 56 |
| 2                         | Werner Naruhn (BC Feldmark 34 Gelsenkirchen) | 4:2 | 3,39 | 4,68 | 23 |
| 3                         | Heinz Janzen (BG Bottrop 24)                 | 2:4 | 4,31 | 5,35 | 21 |
| 4                         | Heinz Voßmerbäumer (DBC Bochum 1926)         | 0:6 | 3,18 | –    | 20 |
| Turnierdurchschnitt: 4,19 |                                              |     |      |      |    |

| MP    | Match Punkte (Sieger = 2; Unentschieden = 1; Verlierer = 0) |
| SV    | Satzverhältnis (nur bei Turnieren im Satzsystem)            |
| Pkte. | Erzielte Karambolagen                                       |
| Aufn. | benötigte Aufnahmen                                         |
| GD    | Generaldurchschnitt                                         |
| MGD   | Mannschafts-Generaldurchschnitt                             |
| BED   | Bester Einzeldurchschnitt eines Spielers                    |
| BEMD  | Bester Einzeldurchschnitt einer Mannschaft                  |
| BSD   | Bester Satzdurchschnitt eines Spielers                      |
| HS    | Höchstserie                                                 |
| WRP   | Weltranglistenpunkte                                        |

### Finalrunde
| Name               | MP  | SV  | 1. Satz | 2. Satz | 3. Satz | Pkte. | Aufn. | GD    | BSD   | HS |
| ------------------ | --- | --- | ------- | ------- | ------- | ----- | ----- | ----- | ----- | -- |
| Halbfinale         |     |     |         |         |         |       |       |       |       |    |
| Thomas Wildförster | 2:0 | 4:0 | 75(6)   | 75(8)   |         | 150   | 14    | 10,71 | 12,50 | 48 |
| Klaus Hose         | 0:2 | 0:4 | 28(6)   | 65(8)   |         | 93    | 14    | 6,64  | –     | 37 |
| Wolfgang Zenkner   | 2:0 | 4:2 | 75(9)   | 60(11)  | 75(4)   | 210   | 24    | 8,75  | 18,75 | 51 |
| Dieter Wirtz       | 0:2 | 2:4 | 22(9)   | 75(11)  | 5(4)    | 102   | 24    | 4,25  | 6,81  | 18 |
| Spiel um Platz 3   |     |     |         |         |         |       |       |       |       |    |
| Klaus Hose         | 2:0 | 4:0 | 75(14)  | 75(13)  |         | 150   | 27    | 5,55  | 5,76  | 25 |
| Dieter Wirtz       | 0:2 | 2:4 | 47(14)  | 73(13)  |         | 120   | 27    | 4,44  | –     | 30 |
| Finale             |     |     |         |         |         |       |       |       |       |    |
| Thomas Wildförster | 0:2 | 0:4 | 71(5)   | 6(4)    |         | 77    | 9     | 8,55  | –     | 43 |
| Wolfgang Zenkner   | 2:0 | 4:0 | 75(5)   | 75(4)   |         | 150   | 9     | 16,66 | 18,75 | 58 |

### Abschlusstabelle
| MP    | Match Punkte (Sieger = 2; Unentschieden = 1; Verlierer = 0) |
| SV    | Satzverhältnis (nur bei Turnieren im Satzsystem)            |
| Pkte. | Erzielte Karambolagen                                       |
| Aufn. | benötigte Aufnahmen                                         |
| GD    | Generaldurchschnitt                                         |
| MGD   | Mannschafts-Generaldurchschnitt                             |
| BED   | Bester Einzeldurchschnitt eines Spielers                    |
| BEMD  | Bester Einzeldurchschnitt einer Mannschaft                  |
| BSD   | Bester Satzdurchschnitt eines Spielers                      |
| HS    | Höchstserie                                                 |
| WRP   | Weltranglistenpunkte                                        |

| Klassement                | Klassement         | Klassement | Klassement | Klassement | Klassement | Klassement | Klassement | Klassement | Klassement |
| Platz                     | Name               | MP         | SV         | Pkte.      | Aufn.      | GD         | BED        | BSD        | HS         |
| ------------------------- | ------------------ | ---------- | ---------- | ---------- | ---------- | ---------- | ---------- | ---------- | ---------- |
| 1                         | Wolfgang Zenkner   | 4:0        | 8:2        | 360        | 33         | 10,90      | 16,66      | 18,75      | 58         |
| 2                         | Thomas Wildförster | 2:2        | 4:4        | 227        | 23         | 9,86       | 10,71      | 12,50      | 48         |
| 3                         | Klaus Hose         | 2:2        | 4:4        | 243        | 41         | 5,92       | 5,55       | 5,76       | 37         |
| 4                         | Dieter Wirtz       | 0:4        | 2:8        | 222        | 51         | 4,35       | –          | 6,81       | 30         |
| Turnierdurchschnitt: 7,10 |                    |            |            |            |            |            |            |            |            |